# Nawab Bai
Nawab Bai, död 1691, var hustru till mogulkejsaren Aurangzeb.  Hon blev mor till Alam I, som 1707 efterträdde sin far på tronen. 
Hennes bakgrund är omtvistad, men hon uppges ha varit dotter till en muslim och ingick ett lagligt äktenskap 1638 och var alltså ingen slavkonkubin. Genom sina två söner spelade hon en politisk roll och omtalas för sina försök att influera kejsaren för sina söners förmån. 